# 马里奥·冯·阿彭
马里奥·冯·阿彭（德語：Mario Von Appen，1965年7月31日—），德国男子皮划艇运动员。他曾代表德国参加1992年夏季奥林匹克运动会皮划艇比赛，获得男子四人皮艇1000米金牌。